# Hélène Cantacuzène
Pour les articles homonymes, voir Hélène Cantacuzène (homonymie).
Hélène Cantacuzène (en grec : Ελένη Καντακουζηνή) (1333-1396), est une impératrice byzantine par son mariage avec Jean V Paléologue.

## Biographie
Elle était la fille de Jean VI Cantacuzène et d'Irène Asanina. Elle était la sœur de Mathieu Cantacuzène et Manuel Cantacuzène. 
Jean V Paléologue et Jean VI Cantacuzène étaient des empereurs rivaux dans une guerre civile qui dura de 1341 à 1347. Les deux parties arrivèrent enfin à un accord. Selon ses termes Jean VI serait reconnu comme co-empereur avec Jean V pour empereur. Le mariage d'Hélène avec Jean V scella cet accord. Il eut lieu le 28 mai 1347. Hélène était âgée de 13 ans et Jean de 15 ans. 
Lorsque son fils Andronic IV déposa son père le 12 août 1376 Hélène essaya de concilier les deux parties. Malgré ses efforts, son mari et ses fils Théodore et Manuel sont emprisonnés en octobre de la même année. Lorsque ses trois parents s'évadèrent de prison en juin 1379, elle fut jugée responsable. Andronic IV s'enfuit alors à Galata, emmenant avec lui Hélène comme otage. Finalement Jean V et son fils Andronic IV signent un traité mai 1381.
Après la mort de Jean V en 1391, Hélène se retire dans le couvent de Kyra Martha à Constantinople, en adoptant le nom de Hypomone. Elle est morte en 1396.

## Famille
Hélène et Jean V ont eu au moins six enfants : 
- Andronic IV Paléologue ;
- Irène Paléologue (né vers 1349-après 1362), épouse son cousin germain Khalil de Bithynie, un des fils du sultan ottoman Orhan ;
- Manuel II Paléologue ;
- Théodore Ier Paléologue, seigneur de Morée ;
- Michel Paléologue, qui revendiqua le trône de l'empire de Trébizonde de Alexis III ;
- Maria Paléologue, fiancée au sultan ottoman Mourad Ier mais morte prématurément ;
- Une fille fiancée à Pierre II de Chypre, qui ne peut être ni Irène, ni Maria.

## Source de la traduction
- (en) Cet article est partiellement ou en totalité issu de l’article de Wikipédia en anglais intitulé « Helena Kantakouzene » (voir la liste des auteurs).